# Championnat d'Arabie saoudite de football 1992-1993
Navigation
Saison précédente Saison suivante
La saison 1992-1993 du Championnat d'Arabie saoudite de football est la dix-septième édition du championnat de première division en Arabie saoudite. La Premier League regroupe les douze meilleurs clubs du pays au sein d'une poule unique, où ils s'affrontent deux fois au cours de la saison, à domicile et à l'extérieur. À la fin de la compétition, les deux derniers du classement sont relégués et remplacés par les deux meilleurs clubs de deuxième division. En haut du classement, les quatre premiers se qualifient pour la phase finale pour le titre, disputée sous forme de coupe.
C'est le club d'Al Shabab Riyad, double tenant du titre, qui remporte à nouveau le championnat en battant Al-Hilal FC en finale, après avoir terminé 2e de la saison régulière. C'est le 3e titre -consécutif- de champion d'Arabie saoudite de l'histoire du club, qui réalise même le doublé en battant Al Ittihad en finale de la Coupe d'Arabie saoudite.

## Les clubs participants
| - Al Nasr Riyad - Al-Hilal FC - Al Ahli - Al Ittihad - Al Wehda - Al Ta'ee Ha'il | - Al Qadisiya Al Khubar - Al Shabab Riyad - Al Riyad SC - Al Raed - Promu de D2 - Ettifaq FC - Al Nejmeh - Promu de D2 |

## Compétition

### Première phase
Le barème utilisé pour établir le classement est le suivant :
- Victoire : 2 points
- Match nul : 1 point
- Défaite : 0 point

| Rang | Équipe                | Pts | J  | G  | N  | P  | Bp | Bc | Diff |
| ---- | --------------------- | --- | -- | -- | -- | -- | -- | -- | ---- |
| 1    | Al-Hilal FC C         | 32  | 22 | 14 | 4  | 4  | 48 | 24 | +24  |
| 2    | Al Shabab Riyad T     | 31  | 22 | 12 | 7  | 3  | 35 | 17 | +18  |
| 3    | Al Ittihad            | 26  | 22 | 10 | 6  | 6  | 32 | 22 | +10  |
| 4    | Ettifaq FC            | 26  | 22 | 10 | 6  | 6  | 27 | 19 | +8   |
| 5    | Al Ahli               | 23  | 22 | 8  | 7  | 7  | 26 | 24 | +2   |
| 6    | Al Riyad SC           | 21  | 22 | 5  | 11 | 6  | 27 | 24 | +3   |
| 7    | Al Raed P             | 20  | 22 | 8  | 4  | 10 | 26 | 31 | -5   |
| 8    | Al Qadisiya Al Khubar | 20  | 22 | 6  | 8  | 8  | 21 | 33 | -12  |
| 9    | Al Nasr Riyad         | 19  | 22 | 7  | 5  | 10 | 20 | 31 | -11  |
| 10   | Al Wehda              | 17  | 22 | 5  | 7  | 10 | 16 | 22 | -6   |
| 11   | Al-Najma P            | 15  | 22 | 4  | 7  | 11 | 20 | 33 | -13  |
| 12   | Al Ta'ee Ha'il        | 14  | 22 | 1  | 12 | 9  | 15 | 34 | -19  |

|  | Qualification pour la phase finale pour le titre                                               |
|  | Qualification pour la Coupe des Coupes 1994-1995                                               |
|  | Relégation en deuxième division                                                                |
|  | T : Tenant du titre C : Vainqueur de la Coupe d'Arabie saoudite P : Promu de deuxième division |

### Phase finale

#### Demi-finales
| Équipe 1   | Résultat      | Équipe 2        | Aller | Retour |
| ---------- | ------------- | --------------- | ----- | ------ |
| Al Ittihad | 2 - 2 3-4 tab | Al-Hilal FC     | 2 - 1 | 0 - 1  |
| Ettifaq FC | 2 - 4         | Al Shabab Riyad | 0 - 0 | 2 - 4  |

#### Match pour la3eplace
| Équipe 1   | Résultat | Équipe 2   |
| ---------- | -------- | ---------- |
| Ettifaq FC | 2 - 3 ap | Al Ittihad |

#### Finale
| Équipe 1        | Résultat      | Équipe 2    |
| --------------- | ------------- | ----------- |
| Al Shabab Riyad | 1 - 1 4-3 tab | Al-Hilal FC |

## Bilan de la saison
| Championnat d'Arabie saoudite de football 1992-1993 |                            |
| Champion                                            | Al Shabab Riyad (3e titre) |
| Coupes et trophées                                  |                            |
| Vainqueur de la Coupe d'Arabie saoudite 1992-1993   | Al Shabab Riyad            |
| Qualifications continentales                        |                            |
| Coupe d'Asie des clubs champions 1994-1995          | Al Shabab Riyad            |
| Coupe des Coupes 1994-1995                          | Al Ittihad                 |
| Promotions et relégations                           |                            |
| Promus en Premier League                            | Al-Nahda                   |
| Promus en Premier League                            | Ohud Médine                |
| Relégués en First Division                          | Al Nejmeh                  |
| Relégués en First Division                          | Al Ta'ee Ha'il             |